# Nash (Buckinghamshire)
Nash – wieś w Anglii, w hrabstwie Buckinghamshire, w dystrykcie (unitary authority) Buckinghamshire. Leży 75 km na północny zachód od centrum Londynu. W 2001 miejscowość liczyła 425 mieszkańców.